# Asimilación genética
La asimilación genética es un proceso descrito por Conrad H. Waddington, mediante el cual un fenotipo originalmente producido en respuesta a una condición ambiental, como la exposición a un teratógeno, luego se codifica genéticamente a través de selección artificial o selección natural. A pesar de las apariencias superficiales, esto no requiere la (lamarckiana) herencia de caracteres adquiridos, aunque la herencia epigenética podría influir en el resultado. Waddington afirmó que la asimilación genética supera la barrera de selección impuesta por lo que él llamó la canalización de las vías de desarrollo; suponía que la genética del organismo evolucionaba para asegurar que el desarrollo procediera de una manera determinada, independientemente de las variaciones ambientales normales.  
El ejemplo clásico de la asimilación genética fue un par de experimentos realizados en 1942 y 1953 por Waddington. Expuso los embriones de la mosca Drosophila (mosca de la fruta) al éter, produciendo un cambio extremo en su fenotipo: desarrollaron un doble tórax, parecido al efecto del gen bithorax. Este es un cambio homeótico. Las moscas que desarrollaron halterios (las alas traseras modificadas de las moscas verdaderas, utilizadas para el equilibrio) con características similares a las de las alas fueron seleccionadas para la cría durante 20 generaciones, momento en el cual el fenotipo pudo ser observado sin tratamiento adicional.
La explicación de Waddington ha sido controvertida y se le ha acusado de ser lamarckiana. Sin embargo, evidencias más recientes parecen confirmar la existencia de la asimilación genética en la evolución; en la levadura, cuando un codón de terminación se pierde por mutación, el marco de lectura se conserva mucho más frecuentemente de lo que se esperaría. La asimilación genética ha sido incorporada en la síntesis evolutiva extendida. Diversos autores han señalado las correspondencias entre tasas de innovación macroevolutiva y patrones ecológicos.

## Historia

### Experimentos de Waddington

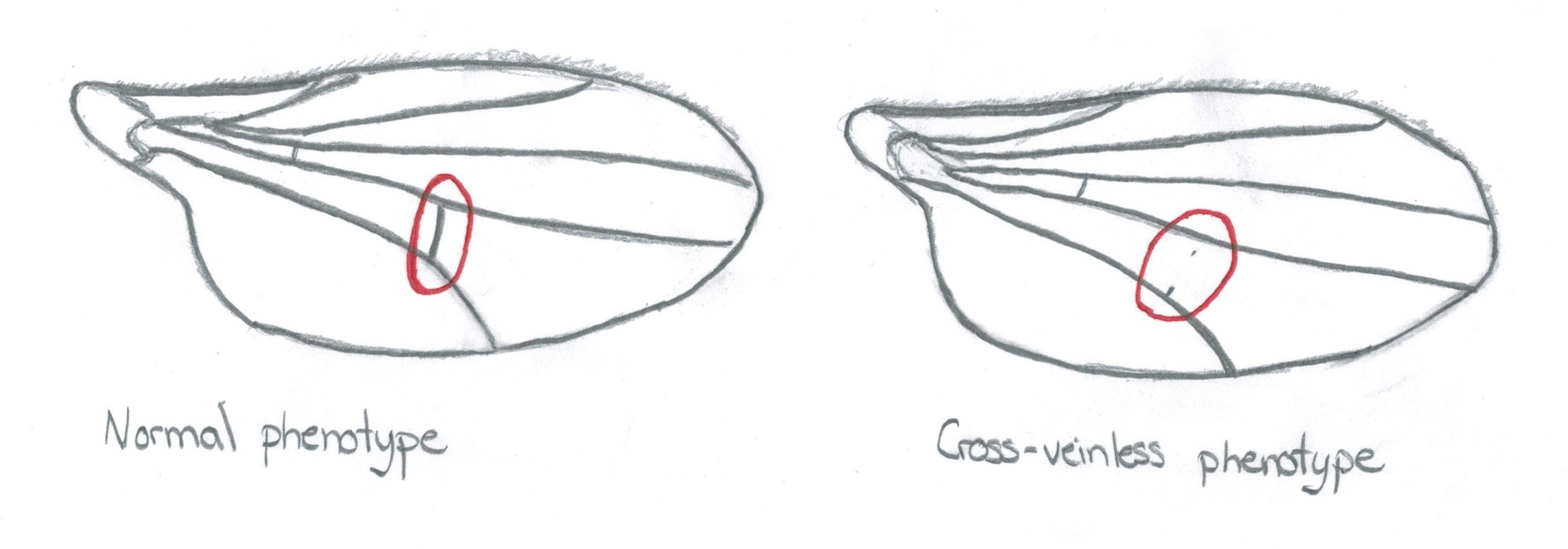
Alas de Drosophila normales y sin venas transversales.

El experimento clásico de Conrad H. Waddington (1942) indujo una reacción ambiental extrema en los embriones en desarrollo de Drosophila. En respuesta al vapor de éter, una proporción de embriones desarrolló un cambio fenotípico radical, un segundo tórax. En este punto del experimento, el bitorax no es innato; es inducido por un ambiente inusual. Waddington luego seleccionó repetidamente a Drosophila para el fenotipo bitorax durante unas 20 generaciones. Después de este tiempo, algunas Drosophila desarrollaron bithorax sin el tratamiento con éter.
Waddington realizó un experimento similar en 1953, esta vez induciendo la fenocopia cross-veinless (sin venas cruzadas) en Drosophila con un choque térmico, con el 40% de las moscas mostrando el fenotipo antes de la selección. Nuevamente seleccionó para el fenotipo durante varias generaciones, aplicando el choque térmico cada vez, y finalmente el fenotipo apareció incluso sin el choque térmico.

### Explicación de Waddington
Waddington llamó al efecto que observó «asimilación genética». Su explicación fue que fue causado por un proceso que él llamó «canalización». Comparó el desarrollo embrionario con una bola rodando por una pendiente en lo que él llamó un paisaje epigenético, donde cada punto en el paisaje es un estado posible del organismo (que involucra muchas variables). A medida que una vía particular se hace más arraigada o «canalizada», se vuelve más estable, probable de ocurrir incluso frente a cambios ambientales. Las grandes perturbaciones, como el éter o el choque térmico, expulsan la vía de desarrollo del canal metafórico, explorando otras partes del paisaje epigenético. La selección en presencia de esa perturbación lleva a la evolución de un nuevo canal; después de que se suspende la perturbación, las trayectorias de desarrollo continúan siguiendo la vía canalizada.

### Explicación darwiniana
Otros biólogos evolutivos han estado de acuerdo en que la asimilación ocurre, pero dan una explicación diferente, puramente genética cuantitativa, en términos de la selección natural o artificial de Darwin. Se presume que el fenotipo, como las alas sin venas transversales (cross-veinless), es causado por una combinación de múltiples genes. El fenotipo aparece cuando la suma de los efectos de los genes excede un umbral; si ese umbral se reduce mediante una perturbación, como un choque térmico, es más probable que se observe el fenotipo. La selección continua bajo condiciones perturbadoras aumenta la frecuencia de los alelos de los genes que promueven el fenotipo hasta que se supera el umbral, y el fenotipo aparece sin necesidad del choque térmico.
Las perturbaciones pueden ser genéticas o epigenéticas en lugar de ambientales. Por ejemplo, las moscas Drosophila tienen una proteína de choque térmico, Hsp90, que protege el desarrollo de muchas estructuras en la mosca adulta del choque térmico. Si la proteína se daña por una mutación, entonces, al igual que si fuera dañada por los efectos ambientales de los fármacos, aparecen muchas variantes fenotípicas diferentes; si estas son seleccionadas, se establecen rápidamente sin la necesidad de la proteína Hsp90 mutante.

### Explicación mutacional
En 2017, L. Fanti y sus colegas replicaron los experimentos de Waddington, pero incluyeron secuenciación de ADN, revelando que los fenotipos de las alas eran debidos a eventos mutacionales, pequeñas deleciones e inserciones de elementos transponibles que fueron movilizados por la exposición al calor.

## Neodarwinismo o lamarquismo

La asimilación genética de Waddington, el lamarquismo, la evolución darwiniana y el efecto Baldwin son teorías que intentan explicar cómo los organismos responden a un entorno cambiante mediante cambios heredados adaptativos.

La teoría de la asimilación genética de Waddington fue controvertida. Los biólogos evolutivos Theodosius Dobzhansky y Ernst Mayr pensaron que Waddington estaba utilizando la asimilación genética para apoyar la llamada herencia lamarckiana. Negaron que hubiera tenido lugar la herencia de caracteres adquiridos y afirmaron que Waddington simplemente había observado la selección natural de variantes genéticas que ya existían en la población estudiada. Waddington interpretó sus resultados de una manera neodarwiniana, haciendo énfasis en que sus hallazgos «podrían ofrecer poco consuelo a quienes deseen creer que las influencias ambientales tienden a producir cambios heredables en la dirección de la adaptación».
El biólogo evolutivo y del desarrollo Adam S. Wilkins escribió que «[Waddington] durante su vida... fue ampliamente percibido principalmente como un crítico de la teoría evolutiva neo-darwiniana. Sus críticas... se centraron en lo que él consideraba modelos 'atomistas' poco realistas tanto de la selección génica como de la evolución de los caracteres.» En particular, según Wilkins, Waddington sentía que los neo-darwinianos descuidaban gravemente el fenómeno de las interacciones génicas extensas y que la 'aleatoriedad' de los efectos mutacionales postulada en la teoría era falsa. A pesar de que Waddington se volvió crítico de la teoría sintética neodarwiniana de la evolución, seguía describiéndose a sí mismo como darwiniano y abogaba por una síntesis evolutiva extendida basada en su investigación. Waddington no negó la interpretación genética convencional basada en umbrales de sus experimentos, pero la consideraba «una versión para niños de lo que quería decir» y veía el debate como una cuestión de «modo de expresión, más que de fondo».
Tanto la asimilación genética como el efecto Baldwin relacionado son teorías de la plasticidad fenotípica, donde aspectos de la fisiología y el comportamiento de un organismo son afectados por el entorno. La ecóloga evolutiva Erika Crispo afirma que se diferencian en que la asimilación genética disminuye el nivel de plasticidad (regresando a la definición original de Waddington sobre canalización; mientras que el efecto Baldwin puede aumentarlo), pero no cambia el valor fenotípico medio (donde el efecto Baldwin sí lo cambia). Crispo define la asimilación genética como una especie de acomodación genética, «evolución en respuesta tanto a rasgos inducidos por el entorno como a rasgos basados en la genética», lo cual, en su opinión, es central al efecto Baldwin.

## Relación con la adaptación
El modelado matemático sugiere que, bajo ciertas circunstancias, la selección natural favorece la evolución de la canalización diseñada para fallar bajo condiciones extremas. Si el resultado de tal fallo es favorecido por la selección natural, ocurre la asimilación genética. En la década de 1960, Waddington y su colega el genetista animal J. M. Rendel argumentaron sobre la importancia de la asimilación genética en la adaptación natural, como un medio para proporcionar variación nueva y potencialmente beneficiosa a las poblaciones bajo estrés, permitiéndoles evolucionar rápidamente. Su contemporáneo George C. Williams argumentó que la asimilación genética procede a costa de la pérdida de la plasticidad adaptativa del desarrollo, y por lo tanto, debe verse como una pérdida neta en lugar de una ganancia de complejidad, lo que la haría, desde su punto de vista, poco interesante desde la perspectiva del proceso constructivo de adaptación. Sin embargo, la plasticidad fenotípica anterior no tiene por qué ser adaptativa, sino simplemente representar una ruptura de la canalización.
Un análisis transcriptómico de 2023 reveló que la asimilación genética en adaptaciones ambientales es rara.

## En poblaciones naturales

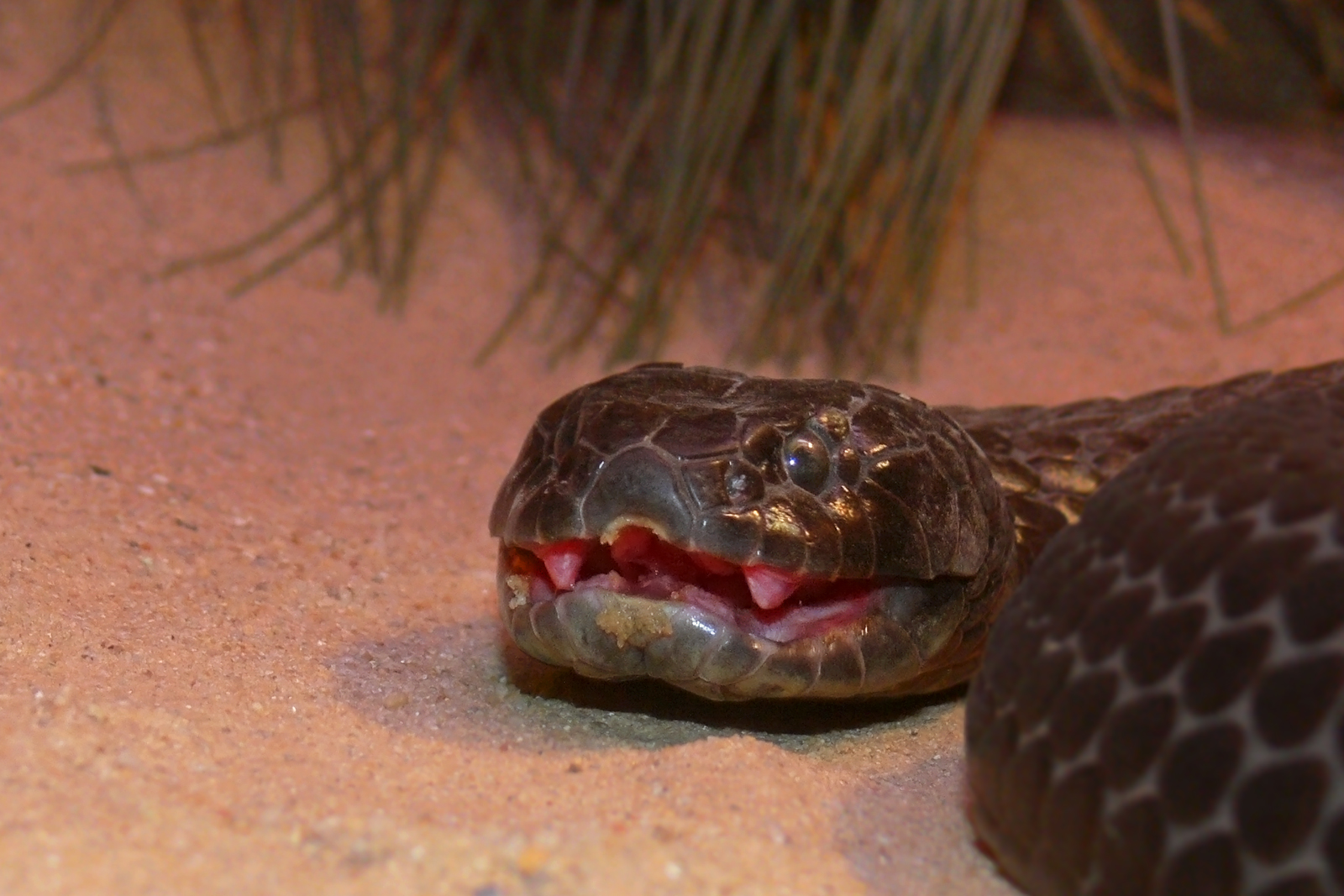
Las serpientes tigre notechis scutatus de las islas, como esta de la isla Chappell, tienen cabezas más grandes que las poblaciones continentales, aparentemente asimiladas genéticamente.

Se han documentado varios casos de asimilación genética que contribuyen a la selección natural en la naturaleza. Por ejemplo, las poblaciones de serpientes tigre de las islas (Notechis scutatus) se han aislado en islas y han desarrollado cabezas más grandes para lidiar con presas grandes. Las poblaciones jóvenes tienen cabezas más grandes por plasticidad fenotípica, mientras que las cabezas grandes se han asimilado genéticamente en las poblaciones más antiguas.
En otro ejemplo, los patrones de asimetría izquierda-derecha o «lateralidad», cuando están presentes, pueden ser determinados genéticamente o plásticamente. Durante la evolución, la asimetría direccional genética, como en el corazón orientado hacia la izquierda en los humanos, puede surgir de un proceso de desarrollo no heredable (fenotípico), o directamente por mutación de un ancestro simétrico. Un exceso de transiciones de lateralidad determinada plásticamente a lateralidad determinada genéticamente señala el papel de la asimilación genética en la evolución.
Un tercer ejemplo se ha observado en las levaduras. En los eventos evolutivos en los que se pierden los codones de terminación, se preserva el marco de lectura mucho más a menudo de lo que se esperaría por sesgo mutacional. Este hallazgo es consistente con el papel del prión de levadura [PSI+] en facilitar epigenéticamente la lectura de codones de parada, seguido de la asimilación genética a través de la pérdida permanente del codón de parada.

## Ejemplo
El ejemplo utilizado por Waddington para ilustrar la asimilación genética es el de la formación del callo en el avestruz. Los avestruces nacen con los callos ya formados, lo que aparenta ser un caso de evolución lamarquiana por la que la piel adulta se habría formado por abrasión, de modo que la descendencia habría heredado ese rasgo adquirido. Waddington explica la adquisición evolutiva de los callos a partir de la asimilación genética, invocando una transferencia de competencia de un inductor externo a uno interno: la piel del avestruz habría adquirido, por selección natural, la capacidad (genética) de desarrollar callos en respuesta a la fricción. En un segundo paso, la piel se habría vuelto capaz de formar callos por inducción embriológica (inductor interno).